# Eonni-ga ganda
Eonni-ga ganda (언니가 간다?), noto anche con il titolo internazionale Project Makeover, è un film del 2007 diretto da Kim Chang-rae.

## Trama
Na Jung-ju è una trentenne insoddisfatta della propria vita, che dopo molti anni continua a pentirsi di non aver accettato di uscire con il compagno di classe Oh Tae-hun, che aveva una cotta per lei e che anni dopo sarebbe diventato un imprenditore di successo. Improvvisamente la donna ha l'occasione di tornare indietro nel tempo, e di modificare il suo passato.